# Vini
Vini é um gênero de aves da família Psittacidae.
As seguintes espécies são reconhecidas:
- Lório-de-coroa-azul, Vini australis (Gmelin, JF, 1788)
- Lóris-de-kuhl,  Vini kuhlii (Vigors, 1824)
- Vini stepheni (North, 1908)
- Lóris-azul, lóris-tahitiano, Vini peruviana (Statius Müller, 1776)
- Lóris-ultramarino, Vini ultramarina (Kuhl, 1820)
- Viní kitamura (3 Anos)